# Stile policorale
Sono dette policorali tutte le composizioni scritte per un organico distribuito in due o più gruppi vocali e strumentali denominati cori. Ciascun coro di una composizione ha una propria autonomia armonica, in modo che nel momento dell'esecuzione essi possano essere posizionati distanti tra loro, in modo da sonorizzare meglio un ambiente di grandi dimensioni.

## Le origini della policoralità
La pratica di suddividere i cantori in due cori è molto antica e va connessa al canto di preghiere (salmi, Magnificat ecc.) in forma antifonica vale a dire distribuendo il canto dei versetti tra due semicori che si alternavano.
Lo stile policorale va distinto da quello dei cori spezzati, che pure ne fu all'origine. Il termine spezzati si riferiva originariamente alla pratica di cantare un salmo o un Magnificat a versetti alternati tra due cori, uno in canto figurato (polifonia) e l'altro in canto piano (gregoriano). Successivamente nel corso del Cinquecento l'alternanza fu realizzata affidando a due o più cori in polifonia il canto dei salmi durante i vespri. 

Le prime testimonianze di musiche a cori spezzati sono documentate dalla fine del XV secolo, in particolare nel nord dell'Italia e soprattutto in alcuni importanti centri del territorio della Repubblica di Venezia, come Treviso, Padova e Bergamo.

I primi esempi si possono cogliere nella produzione di musicisti come frà Ruffino Bartolucci da Assisi e Giordano Pasetto, maestri di cappella della cattedrale di Padova, Francesco Santacroce e Nicolò Olivetto, al duomo di Treviso, Gasparo De Albertis, in Santa Maria Maggiore a Bergamo. Nelle loro opere si nota che i due cori non limitano soltanto ad alternarsi, ma possono dialogare o sovrapporsi, e riunirsi nella dossologia conclusiva. 

Le pratiche policorali erano destinate alle grandi occasioni: se il caso più antico tra quelli documentati è quello di un matrimonio, gli altri casi non si riferiscono a occasioni di minore sollenità, nelle quali costituiva una finalità politica mostrare la potenza di uno stato o di un sovrano, anche attraverso il dispiego di grandi organici vocali e strumentali. La basilica di San Marco a Venezia offre interessanti esempi di questa pratica, in risposta alle esigenze cerimoniali delle grandi occasioni ordinarie e straordinarie, per ragioni politiche di autocelebrazione della Repubblica veneziana. A questo proposito, James Carver ha osservato che sui duecento giorni in cui la cappella musicale cantava nella basilica di San Marco, in trentacinque casi essa era impiegata per l'esecuzione di musica policorale per cori separati.
La diffusione della musica policorale in risposta all'esigenza del sonorizzare meglio i vasti ambienti ecclesiastici, come cattedrali e basiliche, è testimoniata già a metà del XVI secolo nei trattati musicali di due dei maggiori teorici coevi, Nicola Vicentino e Gioseffo Zarlino. Ne L’antica musica ridotta alla moderna pratica (Roma, 1555) Nicola Vicentino dedica il capitolo XXVIII all'Ordine di comporre a due cori psalmi e dialoghi, e altre fantasie:
Nelle Istitutioni harmoniche (Venezia, 1561) Gioseffo Zarlino dedica un passaggio alla composizione della musica policorale, offrendone qualche dettaglio inerente alla sua prassi:
Zarlino riteneva che i cori spezzati fossero un'innovazione dovuta ad Adrian Willaert, suo maestro, e per molto tempo questa affermazione fu presa come base di partenza per lo studio della musica policorale veneziana. In realtà lo stesso Zarlino non parlava di innovazione ma piuttosto affermava "questa pratica fu rinnovata dal più eccellente Adriano", dove con rinnovata si intendeva chiaramente non un'invenzione ma un perfezionamento di una tecnica compositiva preesistente.
Ricerche effettuate nel corso del Novecento hanno la potuto evidenziare che le origini della tecnica policorale sono precedenti a Willaert. Giovanni D'Alessi, infatti, sulla base di prime scoperte effettuate da Raffaele Casimiri, indicò Padova come primo centro di diffusione della pratica policorale e nella figura di Rufino Bartolucci, maestro di cappella alla Cattedrale di quella città dal 1510 al 1520, il primo sperimentatore della tecnica., sviluppata poi da Gaspare de Albertis (Padova, 1480-Bergamo, 1560) e Francesco Patavino Santacroce (Padova 1487 ca.-Loreto ?, 1556), maggiori rappresentanti della pratica a cori spezzati precedenti a Willaert. La presenza di Rufino Bartolucci e Francesco Patavino Santacroce (o Antonio Stringari) potrebbe essere un segnale del fatto che la policoralità non si limitò al nord Italia, ma che potrebbe essere stata una pratica diffusa anche nel centro della penisola. Le prime tracce della tecnica policorale non sono dunque legate a compositori di primo piano, e i loro nomi si ricordano unicamente perché legati alle prime attestazioni di tale tecnica. Viceversa, l'attribuire a Willaert l'invenzione della musica policorale a cori spezzati evidenzia l'urgenza, avvertita già a metà del Cinquecento, di creare la figura mitica di un compositore famoso, così da valorizzare quello stile e tutte le sue possibilità che avrebbe dispiegato. Va osservato poi che i primi compositori di musica a cori spezzati non erano attivi a Venezia, ma nel territorio della Serenissima Repubblica e in centri norditaliani. Studi più recenti, come quelli di Anthony Carver, hanno perciò escluso che Willaert, e di conseguenza anche i suoi predecessori, fossero gli inventori della tecnica del coro spezzato.

Sebbene in passato i trattati di Vicentino e più ancora di Zarlino avessero indotto la musicologia storica a vedere Venezia e l'area veneta al centro della nascita della musica policorale, studi più recenti hanno mostrato la contemporanea fioritura di pratiche policorali in altre aree italiane.

A Firenze, durante il XVI secolo, l'uso di pratiche policorali, con voci e strumenti, nelle cerimonie civili e religiose andò crescendo di pari passo con il consolidamento del potere dei Medici sulla città e poi sul granducato. Straordinario quanto precoce esempio è la Messa sopra Ecco sì beato giorno a 40 voci in 5 cori di Alessandro Striggio, donata dai Medici all'imperatore e ad Alberto V di Baviera nel 1566, ma doveva essere stata composta in precedenza sull'omonimo madrigale a 40 voci, eseguito per l'ingresso a Firenze del cardinale Ippolito d'Este, che andava come legato papale in Francia.. L'impiego di musiche policorali è testimoniato tanto in ambito teatrale, in occasione dell'allestimento di fastosi intermedi, sia in ambito ecclesiastico, con i cori di voci e strumenti disposti separatamente all'interno dello spazio architettonico.

A Roma la pratica della musica policorale a 2, 3, 4 e 5 cori è abbondantemente testimoniata almeno dalla metà del XVI secolo nella produzione dei principali compositori attivi nella città, fra cui Palestrina e Giovanni Animuccia, maestri della cappella Giulia in San Pietro, Luca Marenzio e Annibale Zoilo.

## Stile policorale veneziano

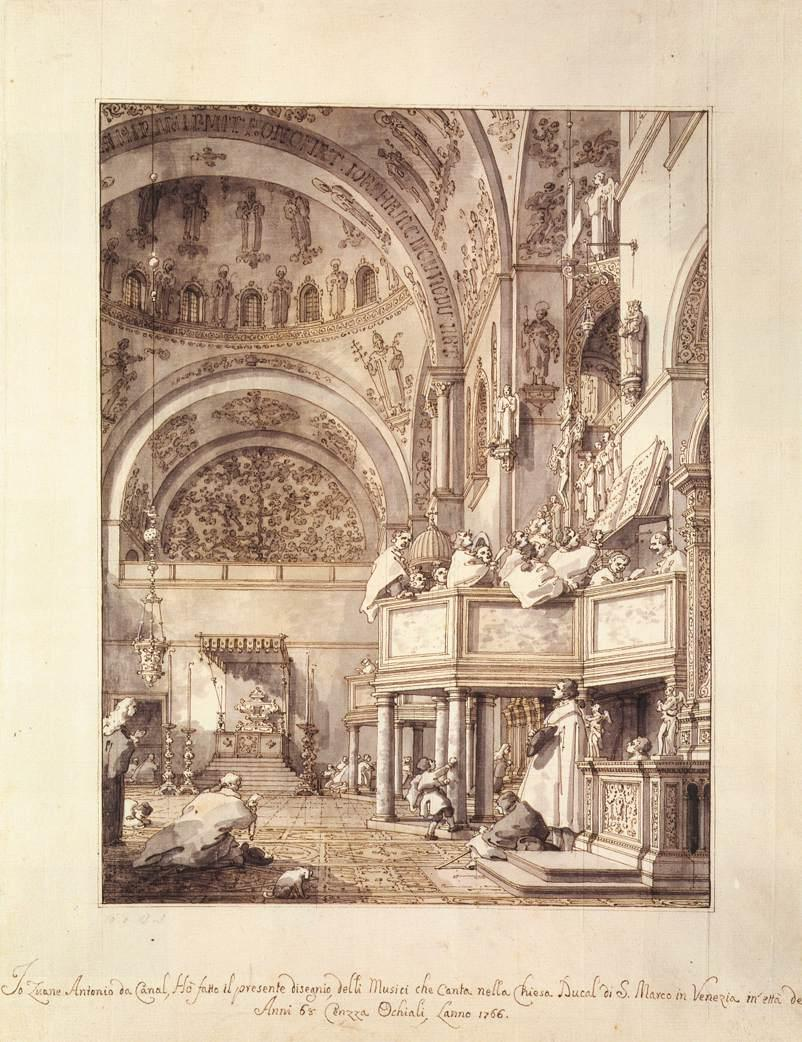
Canaletto, Cantori di San Marco nella cantoria esterna al presbiterio detta "bigonzo" (1766)

Negli anni '80-90 del Novecento alcuni musicologi hanno seriamente messo in discussione l'ipotesi per cui l'architettura della basilica di San Marco avrebbe favorito la nascita della tecnica veneziana. Dall'analisi del Ceremoniale del 1564 risulta infatti che in nessun caso i cantori erano assegnati alle cantorie degli organi, dato che il luogo deputato ai cantori era il cosiddetto pulpitum magnum (o bigonzo), un pulpito ottagonale addossato alla parete esterna dell'iconostasi., una prassi testimoniata ancora in un celebre disegno di Canaletto del 1766. All'esecuzione su questa particolare cantoria erano destinati i salmi a doppio coro composti da diversi maestri e organisti della basilica marciana a partire da Adrian Willaert, e ancora nel XVII secolo Giovanni Croce, Alessandro Grandi, Marcantonio Negri, Giovanni Rovetta, Francesco Cavalli.

A San Marco la pratica policorale con gruppi di voci e strumenti dislocati su postazioni distanziate fra loro trae origine dal consolidarsi della nuova prassi dei concerti sugli organi , vale a dire dell'esecuzione di mottetti in occasione di importanti feste religiose e di stato, con un organico formato da voci, strumenti (violini, cornetti, tromboni) e organo, a partire dagli anni Sessanta del Cinquecento. L'organizzazione, la direzione e la composizione di tali concerti erano affidate agli organisti della basilica, primo fra tutti Andrea Gabrieli e dagli anni Ottanta il nipote di questo Giovanni Gabrieli. Quest'ultimo fu autore di numerose composizioni a 8, 10, 12, 16 voci a 2, 3, 4 cori. Per quel che hanno dimostrato su basi documentarie recenti ricerche, nelle maggiori festività cantori e strumentisti erano disposti su tre postazioni: le due cantorie degli organi e un palco al centro del presbiterio. Da notare che la prassi dei concerti sull'organo non fu peculiare della sola basilica di S. Marco, dove pure ebbe grande sviluppo, ma fu diffusa anche in altre chiese veneziane e in altri centri dell'Italia del Nord e del centro, come pure nei paesi dell'area austriaca e germanica.
 
Lo stile policorale veneziano per quel che vediamo nelle opere di Gabrieli composte negli ultimi due decenni del Cinquecento e nei primi anni del Seicento, è caratterizzato dall'impiego di cori di diversa tessitura (coro acuto / coro grave), in cui alcune parti sono sostenute da voci e altre dagli strumenti (violino, cornetto, trombone). In questo genere di brani policorali i cori procedono in un serrato dialogo, esaltato dal gioco acuto/grave, contrassegnato da passaggi imitativi e omofonici, e talvolta da effetti d'eco, che sfocia nel grandioso momento della riunione di tutti cori. 

In seguito la prassi policorale cedette terreno allo stile concertato, vale a dire con organico vocale e strumentale variabile di sezione in sezione, portato ai massimi livelli da Claudio Monteverdi, maestro di cappella di S. Marco dal 1612 al 1643. Lo si vede nella sua produzione, a partire dal celebre Vespro della Beata Vergine (1610), risalente agli anni in cui era attivo a Mantova, e ai brani raccolti nella Selva morale e spirituale (1641) il cui organico non oltrepassa le 8 voci in due cori, ed è più spesso utilizzato in passaggi concertati con poche voci. Nel corso del XVII secolo la produzione sacra dei maestri e degli organisti della basilica marciana contemporanei e posteriori a Monteverdi, è generalmente concepita per un organico variabile fino a un massimo di 8 voci, cui potevano aggiungersi le parti strumentali (di solito 2 violini e violoncello), ma utilizzate sempre in stile concertato, vale a dire in uno stile compositivo che prevede il susseguirsi di sezioni a organico variabile - Solo (1 voce), Soli (2, 3 voci) e Tutti -, intercalate talvolta da passi strumentali (Sinfonie). Al momento dell'esecuzione cantori e strumentisti erano distribuiti su diverse postazioni in gruppi non omogenei fra loro: di norma solisti, coro di ripieno, strumenti; è inoltre verosimile che nelle feste di maggiore importanza i cori di ripieno venissero moltiplicati, ma senza aggiunta di parti reali, così da creare l'effetto di una «musica grande a 4, 5 e 6 cori», come si accenna in un documento del 1644.

### Principali compositori dello stile policorale veneziano
- Adrian Willaert
- Cipriano de Rore
- Gioseffo Zarlino
- Claudio Merulo
- Giovanni Gabrieli
- Andrea Gabrieli
- Claudio Monteverdi
- Hans Leo Hassler
- Heinrich Schütz
- Matteo Asola
- Francesco Cavalli

### Esempi policorale dello stile veneziano
- Adrian Willaert, Salmi Spezzati
- Andrea Gabrieli, Psalmi Davidici
- Giovanni Gabrieli, Sacrae symphoniae
  - in ecclesiis
  - Sonata pian' e forte
- Heinrich Schütz, Psalmen Davids 1619

## Stile policorale norditaliano
Lo stile policorale venne praticato anche nelle cattedrali e nelle più importanti chiese dell'Italia del Nord, al di fuori dell'ambito veneziano, come evidenziato a partire dal tardo Cinquecento, da documenti e raccolte manoscritte, come i Salmi a 12 voci in 3 cori di Teodoro Clinio, attivo a Treviso, o stampate come, per esempio,  la Vespertina omnium solemnitatum psalmodia, Canticum B. Virginis duplici modulatione primi videlicet, & octavi toni, Salve Regina, Missa, et quinque divinae laudes, omnia duodenis vocibus, ternis variata choris (1590) (salmi, Magnificat, Salve regina, messa e motteti a 12 voci in 3 cori) del veronese Matteo Asola; i Concerti ecclesiastici a otto voci in due cori «da concertarsi separati» di Adriano Banchieri, Messa,  salmi,  motetti et Magnificat a tre chori (1599), del bresciano Antonio Mortaro, attivo a Milano.

Dettagli dello stile policorale norditaliano si possono ricavare da descrizioni e avvertimenti ai lettori di compositori come Adriano Banchieri, Girolamo Giacobbi e Ludovico Viadana.

Nella suo saggio Conclusioni nel suono dell’organo (Bologna, 1609) Banchieri, monaco olivetano, attivo principalmente a Bologna, e per alcuni anni anche a Imola, Gubbio, Venezia, Verona e Monte Oliveto Maggiore, ci ha lasciato la dettagliata descrizione di una messa a quattro cori che aveva composto e fatto eseguire nel 1605 nella chiesa di S. Maria in Organo a Verona, «la quale faceva effetto di otto chori», diversificati per numero di esecutori e per tipo di organico: «il primo erano tre violini da braccio e una voce in tenore; il secondo choro altre quattro viole con voci a quelle appropriate; il terzo quattro viole da gamba con altrettante voci umane; e appresso l’ultimo [coro] tre tromboni, e una voce in contralto». Il basso continuo era suonato dall’«organo grosso dolce e soave» della chiesa, e da «doi violoni in contrabasso, dui clavicembali, tre liuti e dui chitarroni».

Nei suoi Salmi concertati a due e piu chori ... commodi da concertare in diverse maniere (Venezia, 1609), Girolamo Giacobbi, maestro di cappella nella basilica di S. Petronio a Bologna illustra la tecnica di distribuire le 8 o 9 parti di ciascuna composizione in due cori: uno «ordinario», formato da 2 soprani, un contralto, un tenore, un basso, e l'altro «grave o a voci mutate, con un contralto solo ... accompagnato da un corpo d'instromenti per le parti che restano, come tromboni, viole, o simili», suggerendo la possibilità di aggiungere «a detti stromenti ... anco le voci humane», così che «il concerto sarà più compito». Inoltre, nelle grandi chiese «nelle quali abbonda il numero sì de' cantori, come de' sonatori», il maestro di cappella avrebbe potuto ampliare l'organico di questi salmi «con l'aggiungervi altri chori, così acuti, come gravi, secondo però la qualità del luogo e quantità de' cantanti e stromentisti», disponendo i cori di ripieno «in luogo convenevolmente distante dalli due chori principali».

Non molto diversi dagli avvertimenti di Giacobbi sono quelli offerti da Ludovico Viadana, frate minore conventuale, che svolse la sua attività in varie città dell'Emilia e della Lombardia, e anche a Fano, nella cui cattedrale era maestro di cappella nell'anno in cui pubblicò una raccolta di Salmi a quattro cori per cantare e concertare nelle gran solennità di tutto l'anno (Venezia, G. Vincenti, 1612), corredandola di un'interessante e dettagliata nota esplicativa Modo di concertare i detti salmi a quattro chori. Secondo Viadana, il primo coro, detto «il favorito» doveva essere composto da «cinque buoni cantori che sieno sicuri e franchi, e che cantino alla moderna», in altre parole i migliori e più esperti solisti. Il secondo coro, detto «la cappella», doveva essere formato da almeno 16 cantori, anche se sarebbe stato meglio fossero stati anche 20 o 30; esso aveva la funzione di dare «buon corpo» alla musica, ovvero di fungere da ripieno intensificando la sonorità. Il terzo coro a quattro voci era quello acuto e il quarto coro era quello grave. In questi due cori gli strumenti (violini, cornetti, tromboni) avrebbero potuto sostituire o raddoppiare le parti vocali. Chi avesse voluto «fare una bella mostra, come hoggidì il mondo si compiace di fare», cantando questi salmi a 4, 5, 6, 7 e 8 cori, non avrebbe dovuto far altro che raddoppiare il secondo, terzo e quarto coro. Le parti di ciascun coro dovevano essere complete delle loro consonanze, dato che al momento dell'esecuzione essi sarebbero stati distanti uno dall'altro. Viadana fa osservare poi che in questo stile compositivo erano tollerabili unisoni e ottave fra voci dei diversi cori.

## Stile policorale romano
La musica policorale romana è testimoniata nella produzione a 2, 3, 4 e 5 cori di autori quali fra cui Palestrina e Animuccia, Marenzio e Annibale Zoilo. Dal punto di vista della prassi essa presenta, già dal tardo Cinquecento, l'uso di disporre cantori e strumenti in palchi separati. Agli inizi del XVII secolo si affermò la consuetudine di distribuire spazialmente i cori sulle cantorie fisse nel transetto o ai lati del presbiterio, e su palchi provvisoriamente montati lungo la navata. Generalmente i cori erano collocati su un pari numero di cantorie o palchi. Su ogni palco veniva portato un organo positivo (di solito del tipo 'ad ala'). Inoltre venivano ingaggiati uno o due musicisti “per battere” cioè per portare il tempo, ripetendo il gesto del maestro di cappella che si trova sul primo coro, così da permettere una perfetta sincronia dei cori. 

Il violista francese André Maugars in un suo resoconto sulla musica italiana ci ha lasciato la descrizione di una solenne musica policorale nella chiesa di S. Maria sopra Minerva per la festa di s. Domenico nel 1639.

La musica policorale romana del pieno Seicento evidenzia l'uso di una scrittura ‘a cori reali’, cioè senza raddoppi fra le varie parti ed evita per quanto possibili movimenti delle parti (specialmente quelle estreme) per unisono, quinta o ottava tra le voci e non supera mai le 16 voci reali, suddivise in quattro cori tra loro uguali per numero di voci e tessitura (quasi sempre 4 voci ogni coro: Soprano, Contralto, Tenore, Basso). Nel caso di musiche eseguite con un organico più grande (6, 8, 10, 12 cori), pure testimoniate nelle cronache e nei documenti del tempo, i cori in più si limitavano a raddoppiare uno degli altri 4 cori.

Nel corso della seconda metà del XVII secolo la prassi policorale romana si trasformò radicalmente, finendo per conformarsi allo stile policorale per soli e coro (o cori) di ripieno, o per 2 cori a 8 voci e 3, 4 e più cori di ripieno, con o senza strumenti, già da decenni praticato altrove, specialmente nelle chiese dell'Italia del Nord. Se ne trovano esempi nella produzioni di compositori come Angelo Berardi e Alessandro Melani. A questa trasformazione della policoralità dal tardo Seicento corrispose nelle chiese romane una drastica riduzione del numero di palchi per i cori, limitati a uno o al massimo due. Soltanto nelle grandi basiliche (S. Pietro, S. Giovanni in Laterano, S. Maria Maggiore) sopravvisse la prassi dell'esecuzione di musiche a 4 e più cori, ma si tratta di una policoralità 'apparente', dato che normalmente è esemplificata da brani a 4-8 voci, con 2, 3, 4 cori di ripieno che raddoppiano le voci del primo coro al momento del Tutti.

### Compositori di musica in stile policorale romano
- Giovanni Pierluigi da Palestrina
- Annibale Zoilo
- Asprilio Pacelli
- Giovanni Maria Nanino
- Giovanni Francesco Anerio
- Orazio Benevoli
- Antonio Maria Abbatini
- Stefano Fabbri
- Virgilio Mazzocchi